# Karl Mützelfeldt

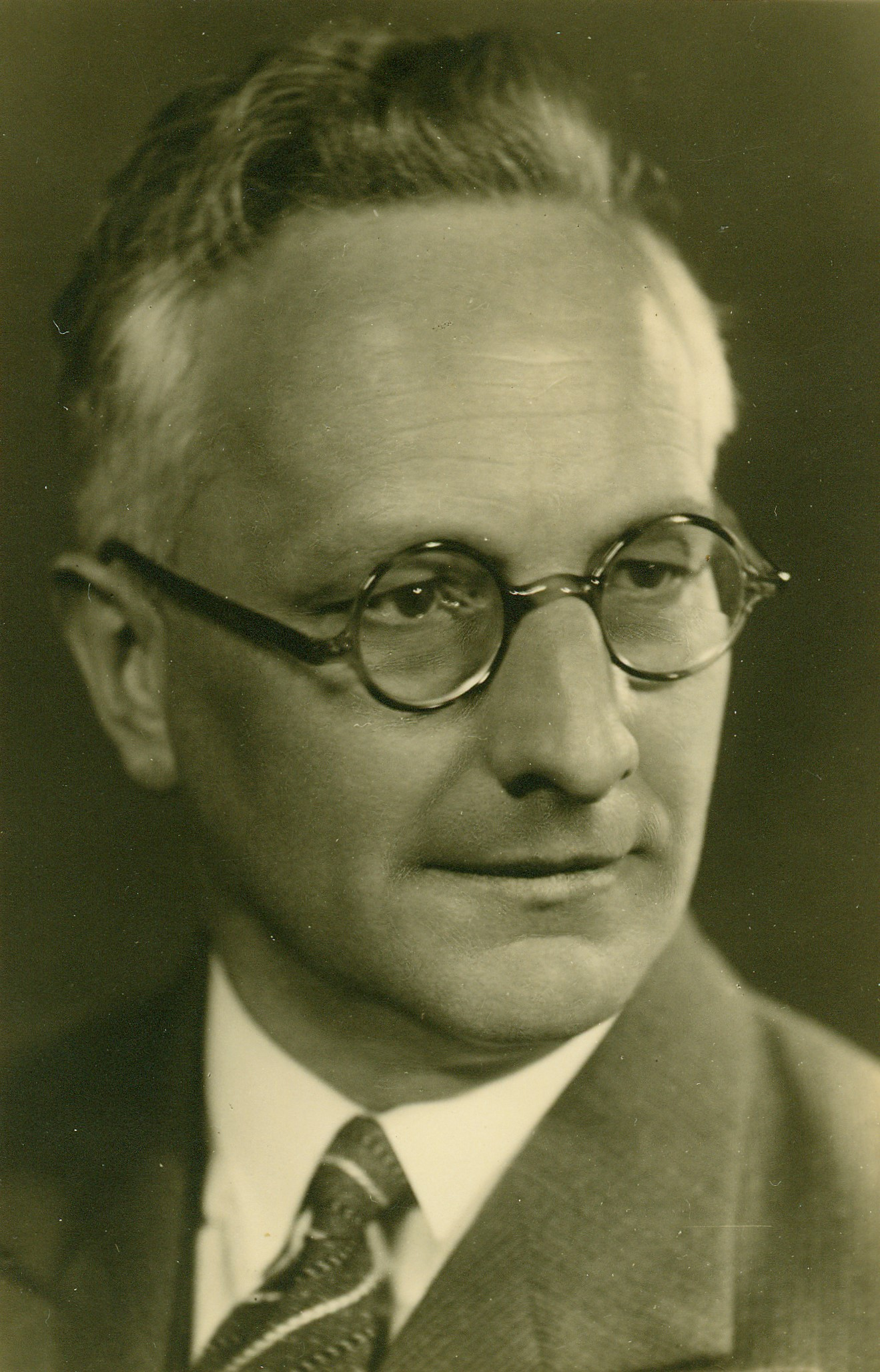
Karl Mützelfeldt

Karl Theodor Heinrich Mützelfeldt (* 30. April 1881 in Hermannsburg; † 30. November 1955 in Adelaide) war ein deutscher lutherischer Pfarrer und Pädagoge, sowie Autor mehrerer religionspädagogischer Schriften. Er gilt als einer der ersten Pfarrer, der die evangelische Kirche in ihre Verantwortung gegenüber ihren Kirchgliedern jüdischer Abstammung nehmen wollte.

## Leben und Wirken

### Kindheit und Schule
Karl Mützelfeldt wurde im neu errichteten, zweiten Missionshaus der Hermannsburger Mission geboren. Sein Vater Carl (sen.) war dort Missionsinspektor. Der Missionsdirektor Theodor Harms war Karls Taufpate. Die Eltern stammten aus Lauenburg. Die Familie der Mutter Maria geb. Lehmitz betrieb in ihrem Haus eine christliche Kleinkinderschule und gehörte zu dem Kreis der „Erweckten“, den Ludwig Harms während seiner Lauenburger Zeit gegründet hatte. Nach dem Umzug der Familie 1883 in das Weserbergland wuchs Karl Mützelfeldt in Preußisch Oldendorf und Rabber, Kreis Wittlage, auf. Sein Vater war dort zum Pastor der neu gegründeten Dreieinigkeitsgemeinde der Hannoverschen evangelisch-lutherischen Freikirche berufen worden. Im Anschluss an den Besuch der örtlichen Dorfschule verließ Mützelfeldt früh seine Familie und war im Haus des Superintendenten und späteren Kirchenrat Dr. Schmidt in Elberfeld untergebracht, um ab 1893 das dortige Gymnasium zu besuchen. 1898 wechselte er an das Ratsgymnasium Osnabrück, wo er 1901 das Abitur ablegte.

### Studium und Ausbildung

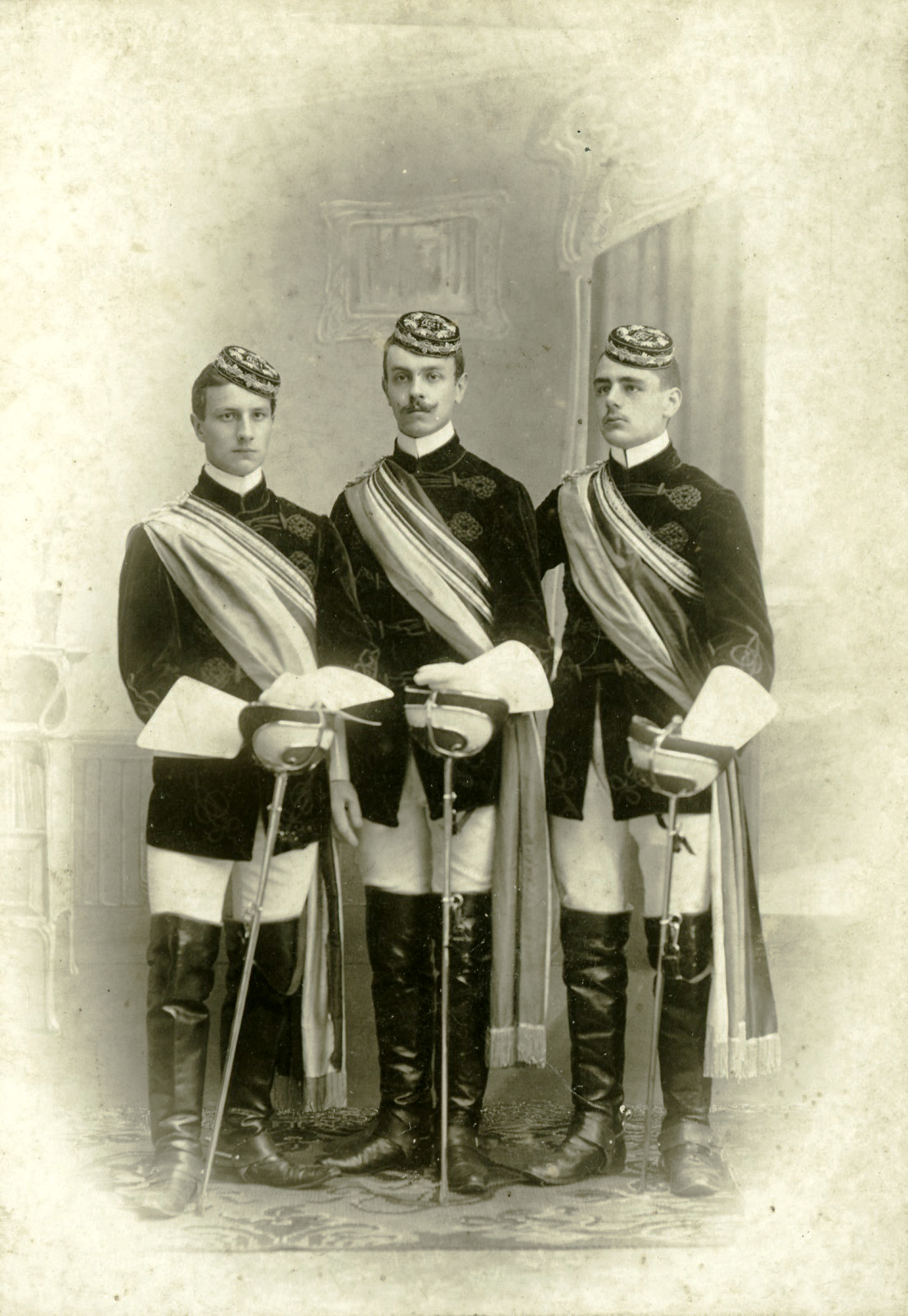
Karl Mützelfeldt (l.) als Chargierter des Rostocker Wingolf 1904

In Göttingen begann er das Studium der Theologe und Philosophie und wechselte zum Sommersemester 1903 an die Universität Rostock, die er im August 1905 wieder verließ. In Rostock wurde er vor allem von Wilhelm Walther geprägt. Während des Studiums wurde er 1901 im Göttinger Wingolf, 1903 im Rostocker Wingolf aktiv. 1906 besuchte er die von Friedrich von Bodelschwingh neu gegründete Theologische Schule Bethel und im Wintersemester 1906/07 das Seminar der Evangelisch-lutherischen Kirche in Preußen. Dort in Breslau legte Mützelfeldt sein erstes theologisches Examen als Kandidat der Hannoverschen evangelisch-lutherischen Freikirche ab. Er trat jedoch nicht in den kirchlichen Vorbereitungsdienst, sondern wurde Erzieher einer Privatschule, am Evangelischen Pädagogium in Bad Godesberg. Mit gleichzeitigen Besuch von Vorlesungen in Bonn bestand er die Prüfung als Turn- und Schwimmlehrer. 1906 legte Mützelfeldt das staatliche Lehramtsexamen in den Fächern Religion, Philosophie und Hebräisch ab. Zum Wintersemester 1908/1909 immatrikulierte er sich erneut an der Rostocker Universität, gab seine Rechte jedoch bereits am 27. April 1909 wieder auf.

### Wirken
Karl Mützelfeldt wurde 1906 vom Pädagogium Godesberg als Oberlehrer für Religion berufen. Dort lernte er seinen Kollegen und späteren „väterlichen Freund Professor D. Dr. Dennert“ kennen, dessen neu gegründeten Keplerbund er sich sofort anschloss. Mützelfeldt übernahm auch die Gesamtredaktion der dritten Auflage des von Dennert herausgegebenen Volks-Universal-Lexikons und trug auch mit Artikel der Theologie und Philosophie dazu bei. Zum Oktober 1913 wurde er Studienrat am Städtischen Oberlyzeum in Düsseldorf-Oberkassel. Seine dortige Tätigkeit wurde durch den Ersten Weltkrieg unterbrochen. Vom Anfang bis zum Ende des Krieges wurde er an der Westfront eingesetzt. Mit den Auszeichnungen EK II und EK I kehrte er als Offizier in das besetzte Rheinland zurück. Zu Ostern 1923 wurde Mützelfeldt als Leiter der Bethelschule berufen. Er konnte jedoch die Stelle nicht antreten, da die Besatzungsbehörden die Ausreise nicht genehmigten. Zum Oktober 1923 nahm er die Stelle des Direktors des Oberlyzeums der Diakonissenanstalt Kaiserswerth an und schied aus dem öffentlichen Dienst aus und wurde Leiter des gesamten Kaiserswerther Schulwesens. Aufgrund seiner deutschnationalen Gesinnung löste der Beginn der NS-Rassenpolitik (Arierparagraph) bei ihm eine schwere Verlusterfahrung aus.

### Auswanderung nach Australien
Da seine Frau Gertrud, geb. Hertzfeld, jüdische Vorfahren hatte, sah sich Mützelfeldt nach der Machtergreifung der Nationalsozialisten gezwungen, mit seiner Familie Deutschland zu verlassen. Seine Kinder hatten mütterlicherseits einen jüdischen Großvater und wurden demnach mit unzureichendem Ariernachweis seitens der Behörden nicht mehr als Deutsche betrachtet. Er unternahm den vergeblichen Versuch, in Deutschland eine kirchliche Stelle zur Betreuung christlicher „Nichtarier“ zu etablieren. Er wandte er sich in seiner Not an verschiedene lutherische Kirchen in Nord- und Südamerika, in Südafrika und in Australien. Die Vereinigte Evangelisch-Lutherische Kirche von Australien (eine der Vorgängerkirchen der Lutherischen Kirche Australiens) bot ihm daraufhin eine Stelle als Dozent am Immanuel Seminary in Adelaide an; wie später auch Hermann Sasse. Kurz vor der Auswanderung ließ Mützelfeldt sich im Mai 1934 noch ordinieren, da er in Australien auch Pastoren ausbilden sollte. Am Seminar in Adelaide unterrichtete er dann die Fächer Biblische Geschichte, Altes Testament, Philosophie, Apologetik und Katechetik. Zudem organisierte er eine lutherische Einwanderungshilfe für verfolgte Juden und jüdischstämmige Christen aus Europa.

## Veröffentlichungen (Auswahl)
- Allerlei Mißbrauch der Naturwissenschaft. Godesberg bei Bonn 1909.
- Evangelisches Führertum und höhere Schule. Ein Weckruf an die deutsche evangelische Christenheit. Wichern-Verlag 1925.
- mit Luise Fliedner: Die Kaiserswerther Seminare – Erinnerungen aus neun Jahrzehnten Kaiserswerther Lehrerinnenbildung. Kaiserswerth 1928.
- mit Friedrich Fliedner und Adelheid Caspar: Evangelisches Religionsbuch für höhere Schulen. 4 Bände, Bielefeld 1930.
- Unser Religionsunterricht im neuen Staat. Kaiserswerth 1933.

### Als Herausgeber
- mit Magdalene von Tiling: Schule und Evangelium. Zeitschrift für Erziehung und Unterricht. Stuttgart 1926 ff.